# De trooster en de witte bloem
De trooster en de witte bloem is een hoorspelserie naar het gelijknamige boek van Lea Appel. De VARA zond ze uit vanaf woensdag 23 mei 1979. De regisseur was Ad Löbler.

## Delen
- Deel 1 (duur: 53 minuten)
- Deel 2 (duur: 47 minuten)
- Deel 3 (duur: 53 minuten)

## Rolbezetting
- Hans Veerman (Mennie)
- Gerrie Mantel (Rachel)
- Eva Janssen & Huib Orizand (Mennies ouders)
- Willy Brill & Joop van der Donk (Rachels ouders)
- Jan Borkus, Frans Somers, Hans Karsenbarg & Paul van der Lek (het schoolhoofd en de onderwijzers)
- Joke Reitsma-Hagelen (Rachels zuster)
- Dick Scheffer (Daav)
- Irene Poorter (Willie)
- Paula Majoor (Sophie)
- Barbara Hoffman (Elly)
- Wim Kouwenhoven (de chef)
- Elisabeth Versluys (juffrouw Jo)
- Donald de Marcas & Olaf Wijnants (verdere medewerkenden)

## Inhoud
Het verhaal speelt in een joods milieu tijdens de vooroorlogse periode. Het was de tijd waarin het zionisme in Nederland opkwam en het verzet van de arbeidersbeweging tegen het fascisme begon; de tijd van de grote illusies, ondanks het voorgevoel van de dreigende ondergang. Maar het is ook het relaas van een voor die tijd enigszins uitzonderlijke relatie - de romance tussen de 30-jarige onderwijzer Mennie en zijn 13-jarige leerlinge Rachel, een romance die door de joodse gemeenschap van het eind der jaren twintig niet geaccepteerd wordt. Hij trouwt met een ander, maar de geliefden kunnen elkaar niet vergeten…